# Ekonomika Ázerbájdžánu
Ekonomika Ázerbájdžánu je postavena převážně na těžbě ropy a zemního plynu. HDP Ázerbájdžánu v roce 2020 dosáhlo 47,43 bilionů $, což je 4,678 $ na osobu. Přílišná orientace na ropný průmysl vede k ekonomické nestabilitě státu, což se ukázalo v roce 2015, kdy Ázerbájdžán zaznamenal ekonomickou krizi zapříčiněnou poklesem cen ropy na světových trzích. Mezi lety 2015 a 2016 došlo k obrovskému poklesu HDP, ale od roku 2016 se HDP pomalu zvedá.
Dlouhodobé vyhlídky Ázerbájdžánské ekonomiky závisí na světových cenách ropy, schopnosti Ázerbájdžánu rozvíjet exportní trasy pro rostoucí produkci plynu a jeho schopnosti zlepšit podnikatelské prostředí a diverzifikovat ekonomiku. Na konci roku 2016 byl schválen strategický plán hospodářských reforem, který finančně podporuje klíčové neenergetické segmenty ekonomiky jako je zemědělství, logistika, informační technologie a cestovní ruch.
V celosvětovém žebříčku indexu lidského rozvoje pro rok 2019 se Ázerbájdžán řadí na 87. místo a v žebříčku indexu lidského kapitálu se umístil na 69. místě. Podle organizace The Heritage Foundation pro rok 2020 Ázerbájdžán získal 44. místo v indexu ekonomické svobody.

## Sektory ekonomiky

### Zemědělství
Asi 54,9 % Ázerbájdžánu tvoří zemědělská půda, nicméně podíl zemědělství na HDP země tvoří pouze 6 %. V Ázerbájdžánu převažuje rostlinné zemědělství, které je zaměřeno na pěstování vinné révy, čaje, tabáku, obilnin (ječmen, pšenice), skořápkových plodů jako např. madle, bavlny, ovoce (především citrusy) a zeleniny (kukuřice, brambory, rajčata). V živočišném sektoru zemědělství převažuje chov skotu, ovcí a drůbeže. Mezi další zemědělské produkty patří také mléčné výrobky, sušené ovoce, víno a likéry. V Kaspickém moři se loví jeseteři a vyza velká, populace těchto vzácných ryb, lovených zejména pro tradiční výrobu kaviáru, se však ztenčuje.
Zemědělská půda čelí vážným problémům jako vyčerpání, eroze, či překyselení a znečištění půdy, tudíž kvalita a výnosy produktů v zemi nejsou vysoké.
Na počátku 90. let produkce prakticky všech plodin poklesla v důsledku války v Náhorním Karabachu. Konflikt v Náhorním Karabachu, kde se nachází asi třetina ázerbájdžánských orných půd, podstatně snížil zemědělskou produkci v Ázerbájdžánu. K recesi v zemědělské oblasti opět došlo v roce 2020, kdy se konflikt v Náhorním Karabachu opakoval. V roce 1990 přerušení práce a protisovětské demonstrace také přispěly k poklesu zemědělské produkce.

### Průmysl

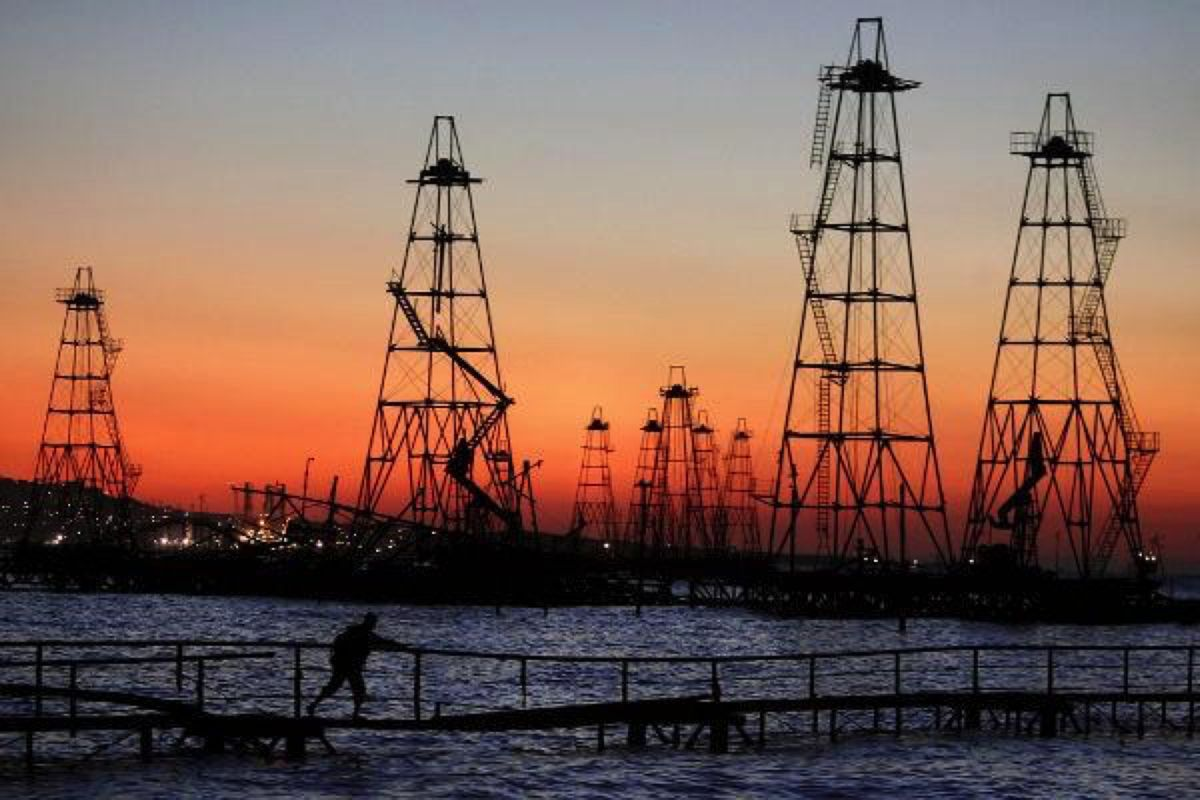
Těžební věž v Kaspickém moři

Ropný průmysl se na tvorbě HDP podílí přibližně 75 % a tvoří až 93 % ázerbájdžánského exportu, tudíž hlavní ekonomickou hnací silou je vývoz ropy ropovodem Baku–Tbilisi–Ceyhan, Baku-Novorossijsk a ropovody Baku-Supsa. Ropa je v zemi také částečně zpracovávána na ropné výrobky, převážně je však vyvážena v surovém stavu.
V Ázerbájdžánu se nachází velké množství ložisek nerostných surovin, a to zejména v oblasti Malého Kavkazu. Mezi významná ložiska patří naleziště zlata, stříbra, železa, titanu, mědi, manganu, kobaltu, molybdenu a chromu. Již v dobách Sovětského svazu měl Ázerbájdžán pro množství nerostných surovin poměrně značný význam, a proto se zde již od druhé poloviny 20. století začal rozvíjet metalurgický průmysl, který zaměstnával velké množství lidí. Od pádu SSSR se do této země nahrnulo mnoho korporací, které nyní řídí těžební průmysl. 
Navzdory skutečnosti, že se Ázerbájdžán řadí spíše mezi rozvojové země, od počátku 21. století vláda investuje značnou část státního rozpočtu do rozvoje vědy a technologií. Předpokládá se, že během následujících let dožene význam těchto odvětví význam ropného průmyslu. Ministerstvo informačních a komunikačních technologií poskytuje vědeckému výzkumu kvalitní infrastrukturu a zázemí. Od roku 2000 disponuje Ázerbájdžánská vláda zařízeními, kterými jsou schopní predikovat seismické aktivity, které jsou v této oblasti velmi časté.

## Měnový systém

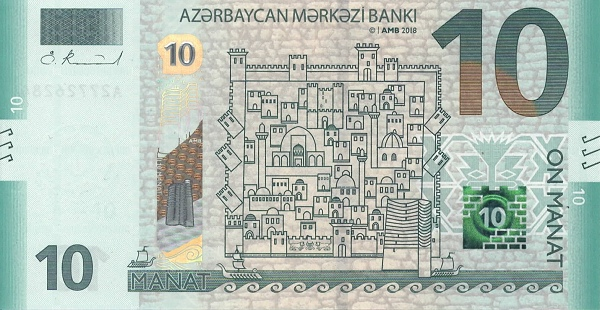
Ázerbájdžánská bankovka - 10 manatů

Měnou Ázerbájdžánu je manat. Dílčí jednotkou manatu je quapik (1 manat = 100 quapiků). Manat vydává a spravuje Ázerbájdžánské centrální banka. Měna Ázerbájdžánu je držena v tzv. plovoucím směnovém kurzu ve vztahu k americkému dolaru. K 28. lednu 2016 činil kurz 1 USD = 1,60 AZN. Po pádu SSSR zažil Ázerbájdžán celkem dvě zásadní měnové reformy. První v roce 1992, kdy po nabytí samostatnosti zavedla nová vláda manat v kurzu 10 rublů = 1 manat. Podruhé v roce 2006, kdy byl ve snaze o upevnění měny zaveden tzv. "nový manat". Tato "nová" měna byla napojena vůči té "staré" v kurzu 1:5000.

## Bankovnictví

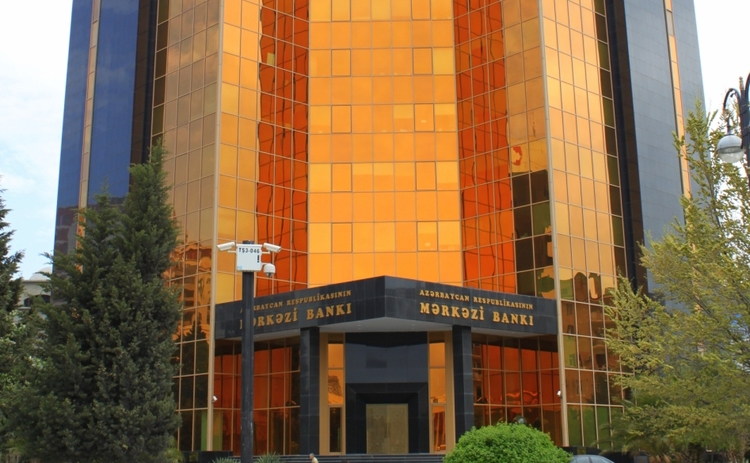
Budova ázerbájdžánské národní banky

Po získání nezávislosti v roce 1991 se Ázerbájdžán stal členem Mezinárodního měnového fondu, Světové banky, Evropské banky pro obnovu a rozvoj, Islámské rozvojové banky a Asijské rozvojové banky. Bankovní systém Ázerbájdžánu se skládá z Ázerbájdžánské centrální banky, komerčních bank a nebankovních úvěrových organizací. Národní (nyní centrální) banka byla vytvořena v roce 1992 na základě Ázerbájdžánské státní spořitelny, přidružené společnosti bývalé Státní spořitelny SSSR. Centrální banka slouží jako centrální banka Ázerbájdžánu, která je oprávněna vydávat národní měnu (ázerbájdžánský manat) a dohlížet na všechny komerční banky. Dvěma hlavními komerčními bankami jsou UniBank a státem vlastněná Mezinárodní banka Ázerbájdžánu, kterou řídí Dr. Jahangir Hajijev.

### Dovoz a vývoz
Jak již bylo zmíněno, největší exportní položku tvoří surová a rafinovaná ropa a zkapalněný ropný plyn. Další exportními položkami tvoří například zlato a zemědělské produkty, především rajčata. Mezi zeměmi, které nejvíce odebírají ázerbájdžánské produkty patří Itálie, Turecko, Izrael a také Česká republika a Německo.
Naopak produkty, které Ázerbájdžán musí dovážet patří automobily, železné a ocelové trubky a také plynové turbíny. Mezi země, kde je Ázerbájdžán největším odběratelem produktů, patří Rusko, Turecko, Spojené království, Čína a Německo.
V roce 2018 Ázerbájdžán exportoval 19,9 miliard USD a importoval 11,9 miliard USD, což vedlo k pozitivní obchodní bilanci 8,01 miliard USD. Ve stejném roce byl Ázerbájdžán zařazen na 73. největšího vývozce a 91. největšího dovozce. Dle indexu ekonomické komplexnosti (ECI) také měřeného v roce 2018, je Ázerbájdžánu 91. nejkomplexnější ekonomikou světa.

## Inflace
Míra inflace v prvním čtvrtletí roku 2007 dosáhla 16,6 %.. Tato inflace byla zapříčiněna především růstem cen v ropném průmyslu. Nominální příjmy vzrostly proti tomuto číslu o 29 % a měsíční mzdy o 25 %.. Ázerbájdžán vykazuje některé známky tzv. „Nizozemské nemoci“ kvůli rychle rostoucímu energetickému sektoru, který způsobuje inflaci a zvyšuje vývoz neenergetických surovin.

## Reformy
V roce 2008 byl Ázerbájdžán uveden jako jeden z top 10 reformátorů ve zprávě „Doing Business“ Světové banky.  
Ázerbájdžán je považován za světově největšího ekonomického reformátora let 2007–2008, a to se zlepšeními v sedmi z deseti zkoumaných oblastí. V lednu roku 2008 začal také provozovat jedno správní místo s více úřady, čímž byl čas potřebný k založení podnikání snížen na polovinu. Stejně tak cena a počet potřebných procedur. Již v prvním půl roce se počet nově zaregistrovaných podniků zvýšil o 40 %. Kromě jiného mohou nyní daňoví poplatníci vyplňovat formuláře a platit daně online. V Indexu snadnosti podnikání se také z hodnoty 97 posunul na hodnotu 33.
Ázerbájdžán je uveden jako 57. v Globálním reportu konkurenceschopnosti z roku 2010–2011 a umístil se tak nad ostatními státy Společenství nezávislých států. V roce 2012 bylo HDP Ázerbájdžánu HDP z oproti roku 1995 téměř dvacetinásobné.  
Podle zprávy „Doing Business“ Světové banky z roku 2019, zlepšil Ázerbájdžán svou pozici v Indexu snadnosti podnikání z hodnoty 57 na hodnotu 25. Výsledkem implementování obchodních reforem je, že se v Ázerbájdžánu dá podnikat mnohem snadněji, a také celkové náklady na založení podnikání se rapidně snížily. V současné době se čas potřebný k nezbytným úředním procedurám spojeným se založením podnikání zkrátil asi o 80 dní oproti historii.
Procesu také napomáhá rozšiřování elektrické sítě a snadnější získání úvěru. World Bank (2017).

## Cestovní ruch

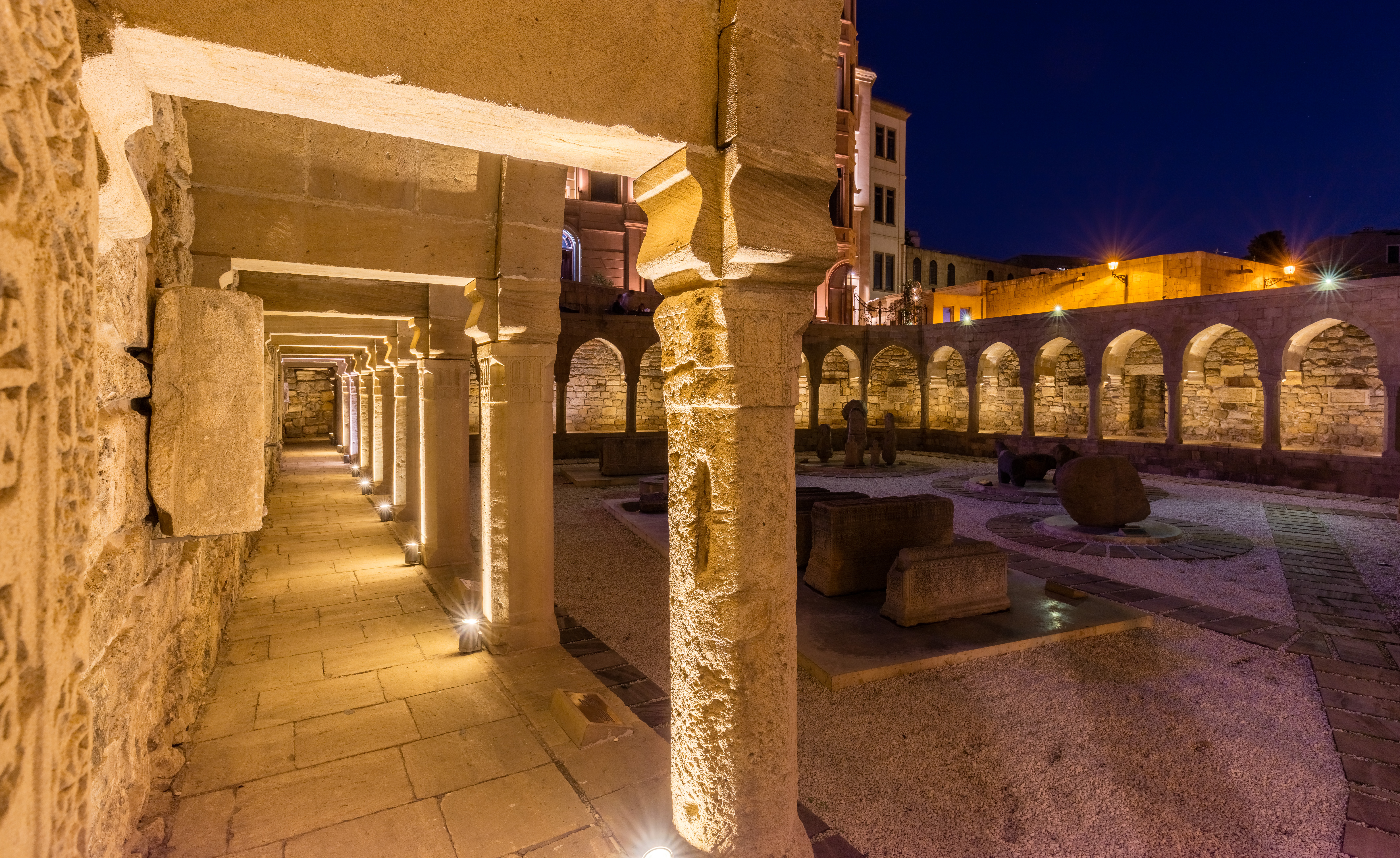
Historické centrum hlavního města - Baku

Cestovní ruch je důležitou součástí ekonomiky Ázerbájdžánu. Země byla v 80. letech známým turistickým místem. Pád Sovětského svazu a válka v Náhorním Karabachu v 90. letech však poškodily turistický průmysl a image Ázerbájdžánu jako turistické destinace.
Až v roce 2000 se odvětví cestovního ruchu začalo zotavovat a země od té doby zaznamenala vysokou míru růstu počtu turistických návštěv. V posledních letech se Ázerbájdžán také stal oblíbenou destinací pro náboženskou turistiku, lázeňství a zdravotní turistiku.
Vláda Ázerbájdžánu stanovila jako nejvyšší prioritu rozvoj Ázerbájdžánu jako elitní turistické destinace. Je to národní strategie, aby se cestovní ruch stal hlavním, ne-li jediným největším přispěvatelem k ázerbájdžánské ekonomice. Podle zprávy o konkurenceschopnosti v cestovním ruchu a cestovním ruchu za rok 2015 Světového ekonomického fóra má Ázerbájdžán 84. místo ze všech zemí světa.
Podle zprávy Světové rady pro cestovní ruch byl Ázerbájdžán mezi prvními deseti zeměmi, které vykazovaly nejsilnější nárůst zahraničních návštěvníků mezi lety 2010 a 2016. Kromě toho se Ázerbájdžán umístil na prvním místě (46,1%) mezi zeměmi s nejrychleji rozvíjející se ekonomiky cestovního ruchu se silnými ukazateli přílivu zahraničních návštěvníků v loňském roce..